# James Justinian Morier
James Justinian Morier (Smirne, 1780 – Brighton, 19 marzo 1849) è stato uno scrittore e diplomatico britannico.

## Biografia
James Justinian Morier nacque da Isaac Morier, console generale della Compagnia del Levante a Costantinopoli, e da Clara Van Lennep, figlia del console generale olandese David Van Lennep. Tra i suoi fratelli vi erano i diplomatici William Morier, John Philip Morier e David Richard Morier.
La sua lingua madre era il francese, poiché suo padre era di origini ugonotte. Al rientro della famiglia in Inghilterra frequentò le scuole ad Andover e a Wimbledon, poi affiancò suo padre negli affari che egli aveva nel Levante. Nel 1806 conobbe a Costantinopoli lo scrittore e diplomatico Harford Jones-Brydges, quindi lo seguì come suo segretario in Persia. Fu decisivo nel ratificare un trattato con Mirza Abolhassan Khan Ilchi nel contesto delle negoziazioni di pace tra Persia e Impero russo.
Al suo rientro in Inghilterra nel 1817 intraprese la carriera letteraria. Fu autore di libri di viaggi come A Journey through Persia, Armenia and Asia Minor (1812) e A Second Journey (1818), nonché del capolavoro Le avventure di Hajji Baba di Isfahan (Adventures of Hajji Baba of Isphahan , 1824), noto per l'umorismo nel descrivere lo stile di vita persiano. Seguirono altri romanzi ispirati alle sue esperienze in Persia, anche se non raggiunsero il successo del suo capolavoro.
Amante della cultura e dell'arte, nel 1824 fondò a Londra l'Athenaeum Club. Morì improvvisamente per congestione cerebrale nel 1849.

## Opere

### In italiano
- Le avventure di Hajji Baba di Isfahan, traduzione di A. Vanzan, a cura di G. Vercellin, Guida (Napoli), 1986
- Secondo Viaggio in Persia: In Armenia E Nell' Asia Minore Dal 1810 Al 1816, traduzione di Giuseppe Montani, Nabu Press, 2012, ISBN 978-1279311387
- Zohrab l'ostaggio: romanzo storico, e costumi persiani del secolo 19, versione dell'inglese di Francesco Cusani, Napoli, M. Stasi, 1838

### In inglese
- Ayesha, the maid of Kars, Parigi, Baudry's European library, 1834
- A diary in America, with remarks on its institutions, Parigi, Baudry's European library